# Einkieferaale
Die Einkieferaale (Monognathus (Gr., monos = einzeln, gnathos = Kiefer)) leben im Atlantik und im Pazifik, meist in Tiefen unterhalb von 2000 Metern. Kennzeichnend für die Gattung ist, dass ihnen die Oberkieferknochen Maxilla und Praemaxillare fehlen. Die Fische haben auch keine Brustflossen, Rücken- und Afterflosse haben keine knöcherne Stützen. Einkieferaale sind durchsichtig und werden 5 bis 15 Zentimeter lang. Im Kiefer befindet sich ein mit Drüsen verbundener Giftzahn.

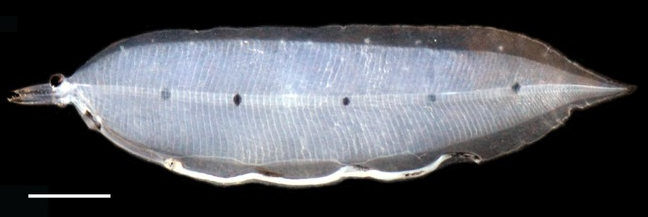
Leptocephaluslarve von Monognathus

## Arten
Es gibt 15 Arten:
- Monognathus ahlstromi Raju, 1974.
- Monognathus berteli Nielsen & Hartel, 1996.
- Monognathus bertini Bertelsen & Nielsen, 1987.
- Monognathus boehlkei Bertelsen & Nielsen, 1987.
- Monognathus bruuni Bertin, 1936.
- Monognathus herringi Bertelsen & Nielsen, 1987.
- Monognathus isaacsi Raju, 1974.
- Monognathus jesperseni Bertin, 1936.
- Monognathus jesse Raju, 1974.
- Monognathus nigeli Bertelsen & Nielsen, 1987.
- Monognathus ozawai Bertelsen & Nielsen, 1987.
- Monognathus rajui Bertelsen & Nielsen, 1987.
- Monognathus rosenblatti Bertelsen & Nielsen, 1987.
- Monognathus smithi Bertelsen & Nielsen, 1987.
- Monognathus taningi Bertin, 1936.